# Giovanni Bertinotti
Giovanni Bertinotti (Balzola, 29 luglio 1894 – Casale Monferrato, 9 febbraio 1987) è stato un calciatore italiano, di ruolo ala sinistra.

## Carriera
Dopo aver scoperto il calcio giocando in collegio a Vercelli, iniziò a praticarlo, dopo qualche esperienza giovanile nella Balzolese, dapprima come portiere e poi come ala sinistra quando si trasferì a Casale Monferrato; qui studiò nella sezione geometri dell'Istituto Leardi dove, per mano dell'insegnante e poi preside Raffaele Jaffe, era stato fondato il Casale, presieduto dallo stesso Jaffe. Con questa squadra vinse lo scudetto 1913-1914, avendo giocato le due gare di finale contro la Lazio, disputate il 5 luglio (in casa, vinta dai piemontesi per 7-1) ed il 12 luglio 1914 a Roma, conclusasi con una vittoria dei piemontesi per 2-0. Dopo l'interruzione per la prima guerra mondiale, in cui combatté come ufficiale del Genio ottenendo delle medaglie, ritornò all'attività sportiva sino al 1922, anno in cui emerse il talento del suo amico Umberto Caligaris. In carriera si tolse la soddisfazione di realizzare due reti all'Inter, in due vittorie della sua squadra contro i lombardi, il 4 dicembre 1921 a Milano (3-1 per i piemontesi) ed il 19 marzo 1922, 7-0 in casa. Dopo il ritiro fu dirigente della squadra ed assunse la gestione del cinema cittadino Vittoria, da lui ristrutturato. Fu l'ultimo sopravvissuto della squadra che vinse l'unico scudetto del club del Monferrato nel XX secolo.
Secondo la ricostruzione romanzata del giornalista Gianni Turino fu l'ispiratore della stella bianca simbolo della sua squadra, al momento di scegliere la maglia di gioco avrebbe detto «se non abbiamo una stella che ci protegga, ne prendiamo un sacco ed una sporta» per sentirsi rispondere «Metteremo la stella sulla maglia» dal fondatore della squadra, il Professore Raffaele Jaffe

## Palmarès

### Calciatore
- Campionato italiano: 1

Casale: 1913-1914